# Тидт, Фредерик
Фре́дерик Тидт (ирл. Frederick Tiedt; 16 октября 1935, Дублин — 15 июня 1999, там же) — ирландский боксёр средних весовых категорий. В середине 1950-х годов выступал за сборную Ирландии: серебряный призёр летних Олимпийских игр в Мельбурне, обладатель бронзовой медали чемпионата Европы, участник многих международных турниров и матчевых встреч. В период 1959—1964 боксировал на профессиональном уровне, но без особых достижений.

## Биография
Фредерик Тидт родился 16 октября 1935 года в Дублине. На международной арене дебютировал в возрасте девятнадцати лет, поучаствовав в матчевой встрече со сборной Шотландии. Первого серьёзного успеха на ринге добился в 1956 году, когда в первом среднем весе одержал победу на нескольких турнирах и благодаря череде удачных выступлений удостоился права защищать честь страны на летних Олимпийских играх в Мельбурне. На Олимпиаде в стартовом матче победил молодого поляка Тадеуша Валасека, затем в четвертьфинале разобрался с американцем Пирсом Алленом Лейном и на стадии полуфиналов взял верх над австралийцем Кевином Хогартом. В решающем матче турнира боксировал с представителем Румынии Николае Линка, но проиграл со счётом 2:3.
Получив серебряную олимпийскую медаль, Тидт ещё в течение некоторого времени продолжал выходить на ринг в составе национальной сборной Ирландии, принимая участие во всех крупнейших международных турнирах. Так, в 1957 году он побывал на чемпионате Европы в Праге, откуда привёз награду бронзового достоинства (в полуфинале не смог пройти австрийца Леопольда Потезиля). Вскоре после этих соревнований решил попробовать себя среди профессионалов и покинул сборную.
Профессиональный дебют Тидта состоялся в марте 1959 года, своего первого соперника нигерийца Джорджа Дэвиса он победил по очкам в шести раундах. В течение последующих месяцев провёл несколько удачных матчей, но уже в ноябре неожиданно потерпел поражение от малоизвестного тринидадца Босвелла Сент-Льюиса. С этого момента его карьера резко пошла на спад, поражения случались чаще, чем победы. В 1961 году Фредерик Тидт всё-таки завоевал титулы чемпиона Ирландии и Северной Ирландии в полусреднем весе, но возможности побороться за более престижные звания не имел. Завершил карьеру спортсмена в конце 1964 года, после поражения техническим нокаутом от американца Эла Сивелла. Всего в профессиональном боксе провёл 21 бой, из них 12 окончил победой (в том числе 3 досрочно), 7 раз проиграл, в двух случаях была зафиксирована ничья. После завершения спортивной карьеры работал тренером в боксёрском зале дублинского Тринити-колледжа, участвовал в боксёрских матчах в качестве судьи и рефери на ринге. Умер 15 июня 1999 года в Дублине.